# Mammillaria columbiana
Mammillaria columbiana (укр. Мамілярія колубіана, Мамілярія колумбійська) — сукулентна рослина з роду мамілярія родини кактусових.

## Етимологія
Видова назва походить від лат. columbiana — колумбійська, що вказує на країну зростання — Колумбію.

## Ареал
Ареал зростання — північ Південної Америки, Мексика (штати Юкатан, Чіапас, Оахака), Нікарагуа, Панама, Гондурас, Гватемала, Ямайка, Колумбія та Венесуела.
У Колумбії — поширена неподалік від Согамозо, на північний схід від Боготи, Капітанехо на північний захід від Боготи, на висоті 1 200 метрів над рівнем моря.
У Венесуелі — поширена на вапнякових скелях на північному заході, на висоті 500 метрів над рівнем, моря, близько Плакуела-Трухільйо — на висоті 600 метрів над рівнем моря, Тімотес-Мерида — на висоті 2 150 метрів над рівнем моря і Хахо — на висоті 1 700 метрів над рівнем моря.

## Морфологічний опис
| Орган              | Опис |
| Коріння            | |
| Стебло             | зазвичай одиночне, вузько-циліндричне, 10-25 см заввишки, 5-6 см в діаметрі, іноді утворює групи.            |
| Епідерміс          | |
| Маміли             | короткі, конічні, без молочного соку.                                                                        |
| Ареоли             | |
| Аксили             | з вовною. |
| Центральні колючки | 3-7, зазвичай 4 або 5, від золотисто-жовтого до темно-червоного відтінку, голчасті, прямі, 6-8 мм завдовжки. |
| Радіальні колючки  | 18-20, або більш, дуже тонкі, щетиноподібні, білі, короткі, завдовжки 4-6 мм.                                |
| Квіти              | маленькі, темно-рожеві, тільки трохи стирчать з вовни (пуху).                                                |
| Бутони             | |
| Зовнішні пелюстки  | |
| Внутрішні пелюстки | |
| Тичинки            | |
| Маточка            | |
| Плоди              | булавоподібні, оранжево-червоні.                                                                             |
| Насіння            | коричневе.                                                                                                   |

## Підвиди
- Mammillaria columbiana subsp. columbiana

Центральні колючки — золотисто-жовті.

Ареал зростання — Ямайка, Колумбія, і Венесуела.
- Mammillaria columbiana subsp. yucatanensis (Britton & Rose 1923) D.R.Hunt 1997

Синоніми:

Mammillaria ruestii Quehl 1905

Neomainmillaria yucatanensis Britton & Rose 1923

Mammillaria yucatanensis (Britton & Rose) Orcutt 1926

Mammillaria chiapensis Reppenhagen 1992

Рослини можуть об'єднуватися і утворювати групи.

Стебло — вертикальне, циліндричне, від 10 до 15 см заввишки, в діаметрі від 3 до 6 см.

Аксили покриті пухом.

Радіальні колючки — приблизно 20, білі.

Центральні колючки — 4, іноді 5, жовтуваті або червонувато-коричневі (в описі Андерсона темно-червоного) відтінку, набагато товстіші ніж радіальні колючки, від 6 до 8 мм завдовжки.

Квіти — дуже маленькі, рожеві.

Плоди — червоні.

Насіння — коричневе.
Ареал зростання — півострів Юкатан і Чіапас, Мексика; Гондурас і Гватемала.
Точніше розповсюдження: Юкатан — близько Прогресо, рідкісні екземпляри на берегах боліт — можливо тепер зниклі. Чипас — близько Каскада-де-Агуакеро, на заході Окозокуаутла і поблизу Ель-Агуакеро.
Гондурас — в цей час місцезнаходження популяцій не відомо.
Гватемала — неподалік від міста Гватемала, росте на кам'янистому гравії і сухих кам'янистих насипах.

## Охоронні заходи
Mammillaria columbiana входить до Червоного Списку Міжнародного Союзу Охорони Природи видів, з найменшим ризиком (LC).
Вид має досить широкий ареал, тим не менш серйозною проблемою є незначні субпопуляції, зазвичай не більше 50 рослин, які можуть постраждати через незаконний збір. У Коста-Риці вид перебуває під загрозою в результаті триваючого поширення пасовищ місцевої худоби. Представники цього виду не ростуть в жодній з природоохоронних територій. Він занесений до Червоної книги в Нікарагуа, і перебуває під захистом в Мексиці.
Охороняється Конвенцією про міжнародну торгівлю видами дикої фауни і флори, що перебувають під загрозою зникнення (CITES).